# Włókna równoległe

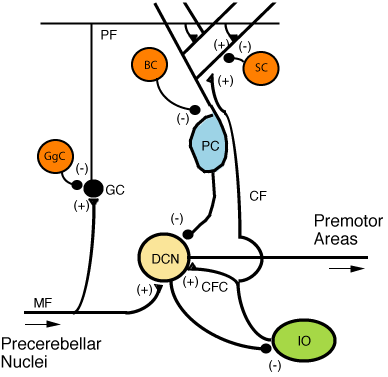
Mikroukład móżdżku. Synapsy pobudzające są oznaczone jako (+), a hamujące jako (-).
MF: Włókna kiciaste.
DCN: Jądro zębate.
IO: Jądro oliwki.
CF: Włókna pnące.
GC: Komórki ziarniste.
PF: Włókna równoległe.
PC: Komórki Purkiniego.
GgC: Komórki Golgiego.
SC: Komórki gwiaździste.
BC: Komórki koszyczkowate.

Włókna równoległe – aksony małych komórek ziarnistych warstwy ziarnistej kory móżdżku. Jest to najgłębiej położona warstwa, w której znajdują się bardzo liczne komórki ziarniste małe oraz rzadziej występujące komórki ziarniste duże (komórki Golgiego). Małe komórki ziarniste są prawie całkowicie wypełnione jądrem. Ich neuryty kierują się do warstwy drobinowej, dzieląc się w niej na dwa rozgałęzienia biegnące równolegle do długiej osi zakrętu móżdżku (w warstwie drobinowej przypominają kształtem literę T).
Włókna równoległe są zaangażowane w przekazywanie impulsów z włókien kiciastych do komórek Purkinjego. Pośredniczą w przekazywaniu informacji z włókien kiciastych o „poleceniach”, które zostały wydane motoneuronom rogów przednich rdzenia przez korę mózgu oraz o stanie realizacji tych „poleceń” przez mięśnie.
Włókna równoległe kończą się na drzewkowato rozgałęzionych dendrytach komórek Purkinjego.